# Марочкін Олексій Антонович
Марочкін Олексій Антонович (біл. Аляксей Антонавіч Марачкін; нар. 30 березня 1940, Карповський, Єзерська сільська рада, Чериковський район, Могильовська область, БРСР, СРСР) — білоруський письменник, художник, живописець та педагог.

## Біографія

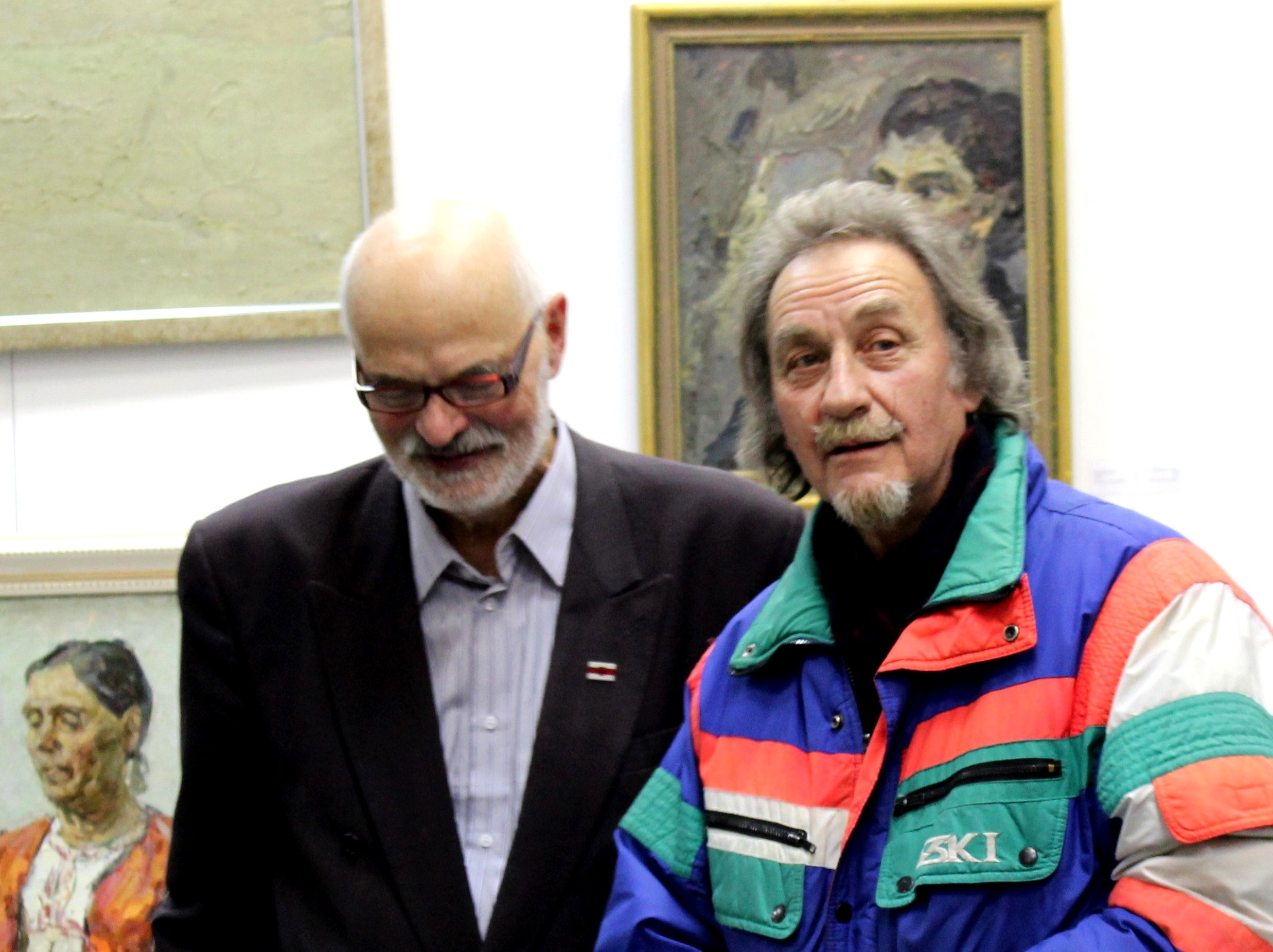
З художником Георгієм Скрипниченком

Олексій Антонович Марочкін народився 30 березня 1940 року в селі Карповський, Могильовська область. Закінчив художньо-графічний факультет Вітебського педагогічного інституту (1962), Білоруський державний театрально-художній інститут (1972, нині Білоруська державна академія мистецтв). 
Член Спілки художників (з 1977). Працював у Мінську, деякий час як вільний художник, після — головним художником Художнього фонду. 
З 1988 до 1997 року працював у Білоруській академії мистецтв, викладав, завідував кафедрою живопису. Член БНФ (з 1989). Один із засновників і перший голова мистецького об'єднання «Погоня».

### Творчість
Учасник художніх виставок з 1966 року. Працює переважно в станковому живописі в жанрах портрета, тематичної картини, пейзажу і натюрморту. Тематика його творів присвячена історичним подіям минулого і сьогодення, розкриває багатство духовної культури білоруського народу. 
Для ранніх творів характерна реалістична манера зображення в поєднанні з об'ємно-пластичним, рельєфним письмом і символіко-алегоричними мотивами. 
3 1990 твори набувають характеру формалістичних композицій з комбінованою манерою виконання та умовною передачею обсягу.
Експериментує в матеріалі. Автор численних мальованих килимів.
Роботи А. Марочкіна зберігаються в Національному художньому музеї Білорусі, в музеях і приватних галереях Білорусі, Польщі, Німеччини, США.
Автор поетичної книги «Калодзеж у жыце» («Колодязь у житі»).

## Відомі праці
- 1976 — «Цётка»
- 1978 — «Пачатак. Францыск Скарына»
- 1980 — «Мікола Гусоўскі»

## Нагороди
- Медаль Франциска Скорини
- Медаль 100 років БНР[5]